# Yasuaki Mitsumori
Yasuaki Mitsumori (japonès: 三森泰明)  (Tòquio, 23 de novembre de 1946) és un ex-jugador de voleibol japonès que va competir durant la dècada de 1960. El 1968 va prendre part en els Jocs Olímpics de Ciutat de Mèxic, on guanyà la medalla de plata en la competició de voleibol. En el seu palmarès també destaca la medalla d'or als Jocs Asiàtics de 1970.